# Мармара (квартал на Истанбул)
„Мармара“ (на турски: Marmara) е квартал на Истанбул, разположен в градска околия Бейликдюзю. Общата му площ е 5,5 км2. Според данни на Адресната система за регистриране на населението (ABPRS) към 2024 г. населението на „Мармара“ е 31 737 жители.